# Mormond Hill
Mormond Hill är en kulle i Storbritannien.   Den ligger i kommunen Aberdeenshire och riksdelen Skottland, i den norra delen av landet, 700 km norr om huvudstaden London. Toppen på Mormond Hill är 234 meter över havet.
Terrängen runt Mormond Hill är huvudsakligen platt. Mormond Hill är den högsta punkten i trakten. Runt Mormond Hill är det ganska glesbefolkat, med 30 invånare per kvadratkilometer. Närmaste större samhälle är Fraserburgh, 9,5 km norr om Mormond Hill. Trakten runt Mormond Hill består i huvudsak av gräsmarker.